# Biosteres remigii
Biosteres remigii är en stekelart som beskrevs av Fischer 1971. Biosteres remigii ingår i släktet Biosteres och familjen bracksteklar. Inga underarter finns listade.